# Melanaspis pseudoponderosa
Melanaspis pseudoponderosa är en insektsart som beskrevs av Lewis L. Deitz och Davidson 1986. Melanaspis pseudoponderosa ingår i släktet Melanaspis och familjen pansarsköldlöss. Inga underarter finns listade i Catalogue of Life.